# International Floorball League 2018/19
Die International Floorball League 2018/19 war die erste Spielzeit um die Floorball-Meisterschaft Österreichs und Sloweniens auf dem Großfeld der Herren.
Die Saison begann am 15. September 2018.

## Teilnehmende Mannschaften
| Villach |

| Klagenfurt |

| Wien |

| Villach |

| Klagenfurt |

| Wien |

| Škofja Loka |

| Gorenja vas-Poljane 1 |

| Borovnica |

| Škofja Loka |

| Gorenja vas-Poljane 1 |

| Borovnica |

## Modus
In der Hauptrunde spielt jedes Team jeweils zweimal (Hin- und Rückspiel) gegen jedes andere. In den IFL Play-offs spielt der 1. gegen den 4. und der 2. gegen den 4. Die beiden Gewinner ermitteln dann den Österreich-slowenischen Floorball-Meister.

## Tabelle
| Pl. | Verein                  | Sp. | S | N | SDS | SDN | Tore  | Diff. | Pkt. |
| --- | ----------------------- | --- | - | - | --- | --- | ----- | ----- | ---- |
| 01. | FBK Insport Škofja Loka | 10  | 8 | 1 | 1   | 0   | 73:36 | +37   | 26   |
| 02. | SU Wiener FV (ÖM)       | 10  | 6 | 3 | 1   | 0   | 60:59 | 0+1   | 20   |
| 03. | VSV Unihockey           | 10  | 3 | 4 | 2   | 1   | 56:59 | 0–3   | 14   |
| 04. | FBK Polanska Banda      | 10  | 3 | 3 | 1   | 3   | 63:71 | 0–8   | 14   |
| 05. | KAC Floorball           | 10  | 1 | 3 | 3   | 3   | 50:62 | −12   | 12   |
| 06. | FBC Borovnica (SM)      | 10  | 1 | 8 | 0   | 1   | 53:68 | −15   | 4    |

| Legende                       |
| ----------------------------- |
| Teilnahme an den Play-Offs    |
| (ÖM) österreichischer Meister |
| (SM) slowenischer Meister     |

## Play-offs
Halbfinale

| 23. Februar 2019 16:45 Uhr |  | FBK Insport Škofja Loka | 10:3 (3:1, 3:2, 4:1) Spielbericht | FBK Polanska Banda | Dvorana Poden, Škofja Loka Zuschauer: 170 |

| 23. Februar 2019 17:00 Uhr |  | SU Wiener FV | 2:6 (1:2, 1:3, 0:1) Spielbericht | VSV Unihockey | Altgasse, Wien Zuschauer: 150 |

Finale

| 2. März 2019 16:30 Uhr |  | FBK Insport Škofja Loka | 6:4 (0:1, 3:0, 3:3) Spielbericht | VSV Unihockey | Dvorana Poden, Škofja Loka Zuschauer: 280 |